# Вулиця Дмитра Капранова
Вулиця Дмитра Капранова — вулиця міста Конотоп Сумської області.

## Розташування
Розташована в історичному районі Зеленчак. Пролягає від проспекту Миру до вулиці Степана Бандери.

## Назва
У квітні 2024 року вулицю було перейменовано на честь Дмитра Капранова.

## Історія
Вулиця відома з 1920-х років. Вперше згадується 28 червня 1929 року.
Попередня назва — вулиця Колективна.

## Пам'ятки історії
За адресою Вулиця Колективна, 48 розташована пам'ятка історії — Будинок, в якому в лютому — березні 1918 року розміщався конотопський підпільний РевКом (початок XX століття).